# John Walsh (éditeur de musique)
Pour les articles homonymes, voir John Walsh et Walsh.

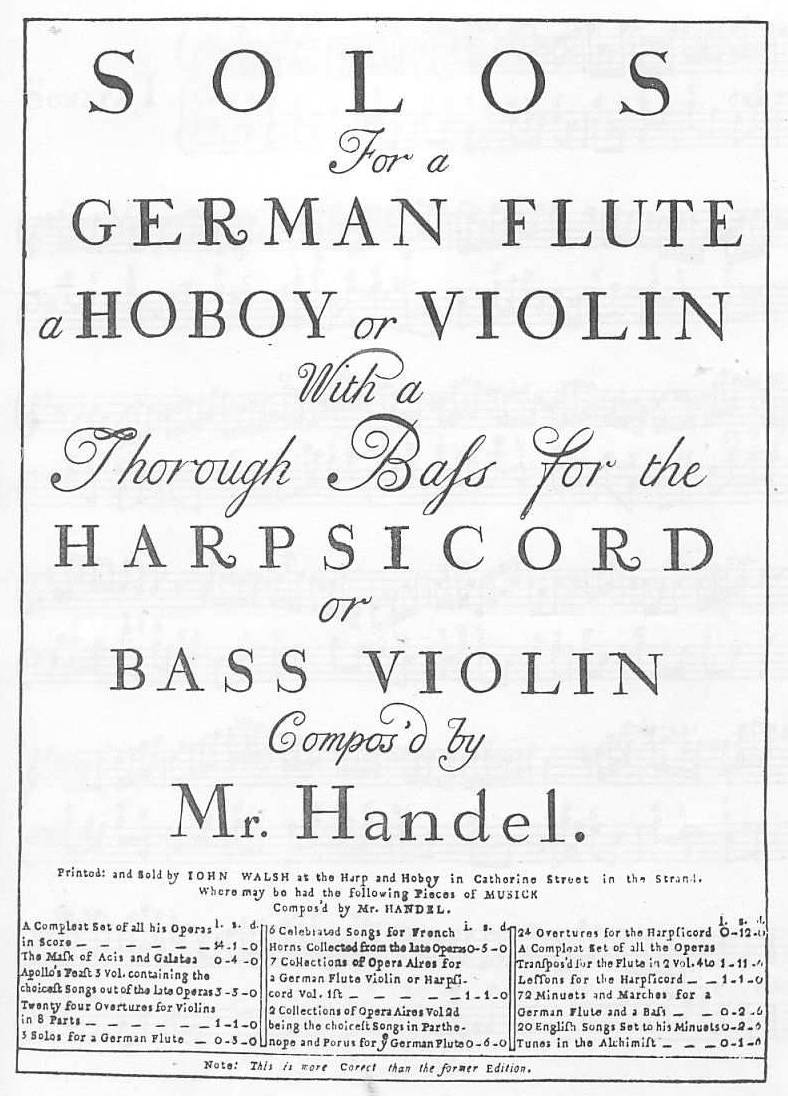
Page de titre d'un recueil de sonates de Haendel publié par John Walsh

John Walsh I (1665 ou 1666 – 13 mars 1736) est un éditeur de musique anglais d'ascendance irlandaise, établi non loin du Strand de Londres vers 1690. Il fut nommé facteur d'instruments ordinaire du roi en 1692.
Walsh commença à publier des partitions musicales en 1695, date à laquelle il avait peu de rivaux dans cette spécialité. L'entreprise fondée par John Playford en 1647 était sur le déclin sous la direction de son fils Henry, quant à Thomas Cross, il s'occupait plus de gravure que d'édition. Walsh profita donc de la situation et très vite, son atelier imprima des partitions gravées à une échelle jusqu'alors inconnue en Angleterre. Outre la musique de compositeurs anglais, il publia beaucoup de musique de compositeurs étrangers, souvent copiées chez ses concurrents hollandais. 
Parmi ses innovations figure l'usage d'étain, moins dur mais aussi moins coûteux que le cuivre pour les éditions réduites de la plupart de la musique et l'utilisation de poinçons. 
À compter de 1711 il publia les œuvres de Haendel, à commencer par Rinaldo. Il édita aussi deux revues périodiques : The Monthly Mask of Vocal Music et Harmonia anglicana. En 1716 il commença à collaborer avec le célèbre éditeur d'Amsterdam, Estienne Roger. Il devint aussi distributeur des éditions de Roger en Angleterre, si bien que nombre d'entre elles apparaissent avec le label de Walsh.
Vers 1730 son fils John Walsh II (23 décembre 1709 – 15 janvier 1766) reprit l'affaire ; il est à l'origine du renforcement des relations avec Haendel à partir de ce moment. En 1739, il s'assura le monopole sur la musique de Haendel pour 14 ans ; les œuvres de ce compositeur représentaient alors environ la moitié de sa production. 
Dans l'édition de 1732 des sonates de Haendel pour instruments solos la page de couverture indiquait : « Printed and Sold by John Walsh at the Harp and Hoboy in Catherine Street in the Strand ». Elle énumérait aussi d'autres ouvrages de Haendel publiés par Walsh, ainsi que leur prix.